# 봉가니 중구
봉가니 중구(영어: Bongani Zungu, 1992년 10월 9일 ~ )는 남아프리카 공화국의 프로 축구 선수로, 마멜로디 선다운스와 남아프리카 공화국 국가대표팀에서 미드필더로 활약하고 있다.

## 구단 경력
2012-13 시즌이 시작될 때 다이나모스에서 유니버시티 오브 프리토리아에 입단한 중구는 프리미어 사커 리그(PSL)에서 아마툭스의 데뷔 캠페인에서 상위 8위를 차지하도록 도왔다. 시즌이 끝날 때 준구가 마멜로디 선다운스와 교환 계약을 맺고 합류할 것이라고 발표되었고, 불레 음크와나지와 시아봉가 응구바네는 유니버시티 오브 프리토리아에 합류했다.
중구는 3-2로 이긴 마리츠부르크 유나이티드와의 경기에서 정강이의 머리뼈 골절을 당했고, 그를 12주 동안 제외시켰다. 2015-16 시즌 후반기의 대부분을 결장했음에도 불구하고, 중구는 선다운스로부터 2016년 5월 PSL 타이틀을 들어올리며 완벽한 퇴장을 당했다.
2016년 1월 20일, 중구의 에이전트인 스티브 카펠루슈니크는 시즌 종료 후 계약 만료와 함께 포르투갈의 비토리아 SC에 합류할 것임을 확인했다. 포르투갈에서 한 시즌을 보낸 중구는 프랑스의 아미앵으로 이적했다.
중구는 2020년 10월에 아미앵으로부터 임대로 스코틀랜드 클럽 레인저스로 계약했다. 레인저스는 270만 파운드의 이적료로 그와 영구적으로 계약할 수 있는 옵션을 확보했다. 2021년 2월, 그는 영국의 코로나19 범유행 기간 동안 봉쇄 규칙을 위반하여 "아파트에서 10명의 불법 모임에 참석하여" 스코틀랜드 경찰에 의해 벌금을 부과받은 5명의 레인저스 선수 중 한 명이다.

## 국가대표팀 경력
중구는 2-0으로 이긴 부르키나파소와의 2013년 8월 17일 경기에서 남아프리카 공화국 국가대표팀 데뷔 전을 치렀다. 그는 2013년 11월 15일  에스와티니 전에서 첫 국제골을 넣었고, 남아프리카 공화국은 3-0으로 이겼다.

## 사생활
2014년 7월, 중구는 무장한 한 무리의 남자들이 두두자에 있는 그의 집 밖에서 그의 차를 가지고 달아났을 때 하이재킹의 희생자였다.